# Lubień (Miłomłyn)
Lubień (deutsch Grünort) ist ein Ort in der polnischen Woiwodschaft Ermland-Masuren. Er gehört zur Gmina Miłomłyn (Stadt-und-Land-Gemeinde Liebemühl) im Powiat Ostródzki (Kreis Osterode in Ostpreußen).

## Geographische Lage
Lubień liegt am Oberländischen Kanal (polnisch Kanał Elbląski) im Westen der Woiwodschaft Ermland-Masuren, acht Kilometer westlich der Kreisstadt Ostróda (deutsch Osterode in Ostpreußen).

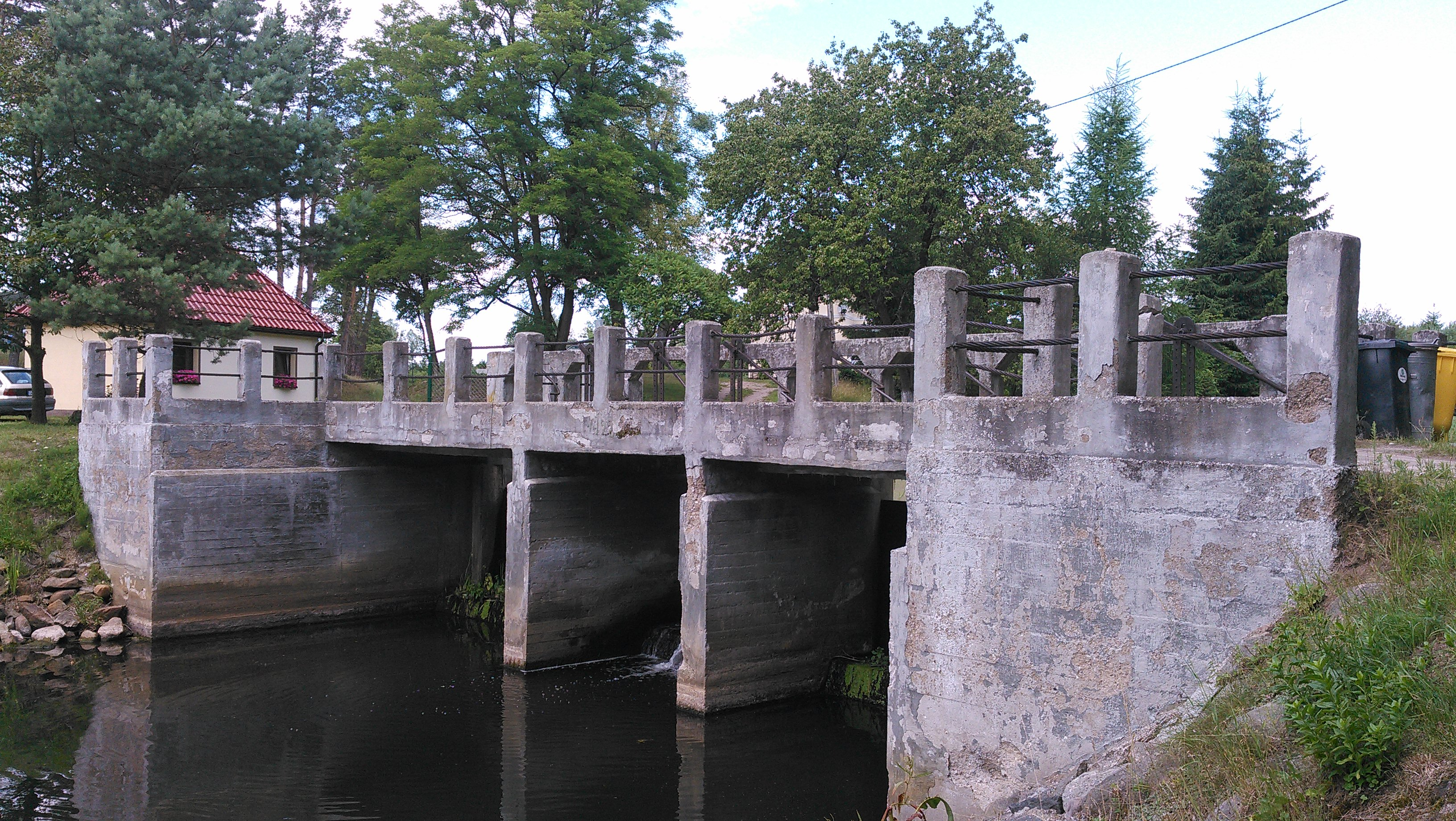
Wehr am Kanaİ Elbląski

|  |

## Geschichte
Erstmals erwähnt wurde Lieben (um 1820 Grünenort, nach 1820 Grünorth) im Jahre 1645. War der Ort auch ein Wohnplatz innerhalb der Gemeinde Bieberswalde (polnisch Liwa), so gehörte die den Ort dominierende Försterei ab 1874 als Gutsbezirk Grünort, Forst, zum Amtsbezirk Bieberswalde im Kreis Osterode in Ostpreußen, bis dieser – wohl Anfang des 20. Jahrhunderts –  in den Forstgutsbezirk Liebemühl (polnisch Miłomłyn) umgegliedert wurde.

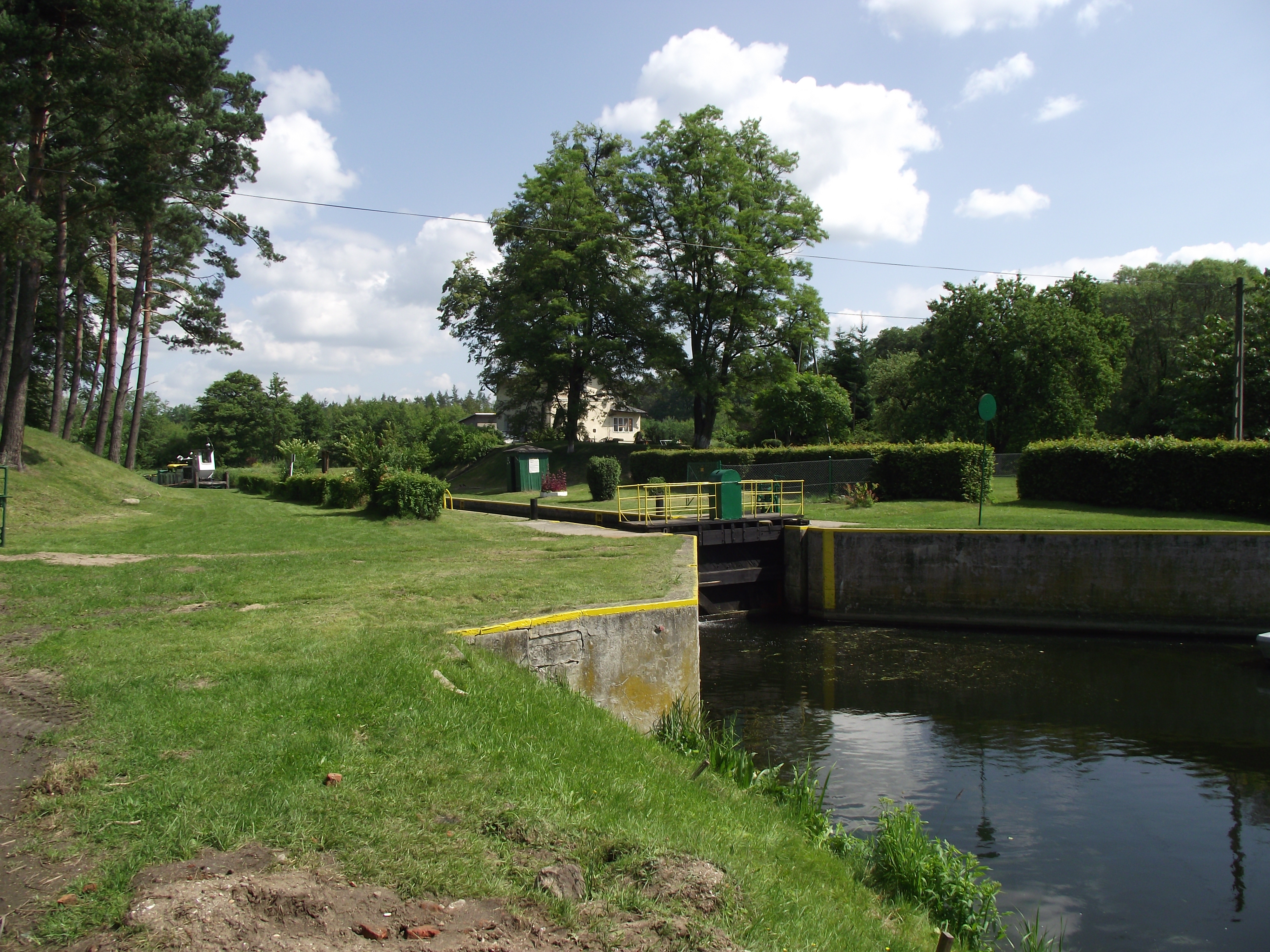
Schleuse Lubień

In Kriegsfolge kam Grünort 1945 mit dem gesamten südlichen Ostpreußen zu Polen. Der kleine Ort erhielt die polnische Namensform „Lubień“ und ist heute eine Ortschaft innerhalb der Stadt-und-Land-Gemeinde Miłomłyn (Liebemühl) im Powiat Ostródzki (Kreis Osterode in Ostpreußen), bis 1998 der Woiwodschaft Olsztyn, seither der Woiwodschaft Ermland-Masuren zugehörig.

## Kirche
Bis 1945 war Grünort in die evangelische Pfarrkirche Liebemühl in der Kirchenprovinz Ostpreußen der Kirche der Altpreußischen Union, außerdem in die römisch-katholische Kirche Osterode i. Ostpr. (polnisch Ostróda) eingegliedert.
Heute gehört Lubień katholischerseits zur Pfarrei Liwa (Bieberswalde) im Bistum Elbląg (Elbing), evangelischerseits zur Kirche in Ostróda in der Diözese Masuren der Evangelisch-Augsburgischen Kirche.

## Verkehr
Nach Lubień führt von Liwa aus eine Verbindungsstraße, die sich als Landweg bis nach Faltyjanki (Faltianken) fortsetzt. Eine Anbindung an den Bahnverkehr besteht nicht.